# 紫丁香 (歌曲)
〈ライラック〉（英語：Lilac，中文直譯為紫丁香）是日本搖滾樂團Mrs. GREEN APPLE的第九首數位限定單曲。於2024年4月12日由環球音樂旗下品牌EMI Records發行。這首歌是為動畫『失憶投捕』的主題曲而創作的。

## 概要
2024年3月3日，公布名稱並確定為2024年4月起開始播出的東京電視台系動畫『失憶投捕』的片頭主題曲。這是繼2019年『炎炎消防隊』的片頭曲〈インフェルノ〉之後，時隔約5年再次為動畫提供主題曲。

關於這首歌曲，樂隊表示：
這兩者都是無法挽回、無法重來的事物，卻也因此成為令人不禁珍愛的存在。
在收到合作邀約時，我首先想到的就是這些。
4月4日，宣布這首歌曲將於同月12日作為第九首數位單曲發行。之後幾天陸續發布了封面藝術、概念照片及MV預告影片等內容。
11月21日，〈紫丁香〉獲得第66屆日本唱片大賞的「優秀作品賞」，12月30日，該歌曲進一步獲得了「大賞（レコ大）」。繼去年的〈順其自然〉後再次奪冠，成為首個連兩年獲得「大賞」的樂團。
2025年1月14日，這首歌曲的MV播放次數突破1億次。

## 音樂性
大森提到，這首歌曲是以〈青與夏〉的回應之作為概念創作的。他試圖表現成人眼中的青春，因此選擇了吉他搖滾的形式，並加入了技術性的吉他節奏。這是為了回歸樂團的原點，試圖喚起自己學生時代玩翻奏樂團時那種衝動的感覺而創作的。此外，大森也表示，近年樂團歌曲中加入管弦樂等元素使得作品的規模感越來越大，而這首歌正是一種對此現象的反動。

## 商業表現
〈紫丁香〉在2023年4月17日Billboard Japan發布的「Billboard Japan Hot 100」排行榜初上榜為第11位，之後直至年底保持長期的高人氣，維持在前5位，並於7月11日與9月11日公布的排行榜登上第一位，年度第五位。
〈紫丁香〉為Mrs. GREEN APPLE首次一周達到一千萬串流播放，也是該樂隊第一次獲得Billboard Japan Hot 100第一位，最快達到一億串流媒體播放的歌曲。以十周達成一億播放的速度紀錄為Billboard JAPAN統計的第9名。
2024年年末，〈紫丁香〉以3.6億播放次數登上自2018年3月以來持續統計至今的Billboard JAPAN「串流媒體總播放次數」排行榜，為第76名，此歌曲是唯三在今年發行並登上此排行榜的歌曲，其他的歌曲為Creepy Nuts的〈Bling-Bang-Bang-Born〉，Omoinotake的〈幾億光年〉。
隨著年底獲得唱片大賞與在第75回NHK紅白歌合戰演唱了這首歌，人氣再次反映在這首歌上，隔年仍五次獲得第一位。總共獲得了七次第一位。
2025年6月4日，該歌曲在Billboard JAPAN的串流媒體累積播放次數超過6億次，以60周達成6億播放的速度紀錄為Billboard JAPAN統計的第3名。

## 受賞
第66屆日本唱片大賞「大賞」。
Modelpress調查2024年「讓你感到積極的音樂」第三名，「2024年最佳歌曲」第一名。
MV獲得MTV日本音樂錄影帶大獎「最佳團體影片 - 日本 -」「最佳藝術指導影片」「最佳攝影」共三獎。
2025年『第39回 日本金唱片大賞』的「串流媒體的最佳5首歌曲」獎。
MUSIC AWARDS JAPAN 2025「年度卡拉OK: 日本流行音樂」獎，以及「最佳歌曲」「最佳日語歌曲」「最佳日本搖滾歌曲」「最佳動畫歌曲」「最佳MV」「最佳聽眾選擇:國內歌曲」共六項提名。

## 電視披露
| 番組名                                          | 放送局         | 出演日 | 出演日   | 備註                                                                                      |
| ----------------------------------------------- | -------------- | ------ | -------- | ----------------------------------------------------------------------------------------- |
| MUSIC STATION                                   | 朝日電視台系列 | 2024年 | 4月12日  | 於朝日電視台開局65周年紀念活動「The Performance」的會場——K-Arena橫濱進行現場連線演出      |
| CDTV LIVE! LIVE!                                | TBS電視台系列  | 2024年 | 4月29日  | 完整演唱，表演了〈ライラック〉與〈春愁〉全4曲披露。                                       |
| SONGS                                           | NHK綜合        | 2024年 | 6月20日  | 〈ライラック〉〈青と夏〉〈Soranji〉〈Dear〉全4曲披露。                                    |
| THE MUSIC DAY 2024                              | 日本電視台系列 | 2024年 | 7月6日   |                                                                                           |
| with MUSIC                                      | 日本電視台系列 | 2024年 | 7月27日  | 〈ライラック〉〈青と夏〉全2曲披露。                                                       |
| MUSIC STATION                                   | 朝日電視台系列 | 2024年 | 10月25日 | 以MV中穿著的制服造型進行演出。                                                            |
| Best Hits歌謠祭                                 | 日本電視台系列 | 2024年 | 11月14日 | 以MV中穿著的服裝進行演出。表演了〈ライラック〉和〈familie〉全2曲披露。                    |
| 最佳藝術家2024                                  | 日本電視台系列 | 2024年 | 11月30日 | 〈ライラック〉〈ビターバカンス〉全2曲披露。                                               |
| 2024 FNS歌謡祭                                  | 富士電視台系列 | 2024年 | 12月4日  | 〈ライラック〉〈コロンブス〉全2曲披露。                                                   |
| CDTVライブ! ライブ! クリスマス4時間半スペシャル | TBS電視台系列  | 2024年 | 12月16日 | 〈ライラック〉〈familie〉全2曲披露。                                                      |
| MUSIC STATION SUPER LIVE 2024                   | 朝日電視台系列 | 2024年 | 12月27日 | 〈ライラック〉〈コロンブス〉〈アポロドロス〉〈ビターバカンス〉全4曲披露。                 |
| 發表！今年最常聽的歌曲 ～年度音樂大獎2024～     | 日本電視台系列 | 2024年 | 12月28日 | 作為2024年電視史上最長的組曲演出，表演了〈ライラック〉、〈コロンブス〉〈Dear〉全3曲披露。 |
| 第66回日本唱片大賞                              | TBS電視台系列  | 2024年 | 12月30日 | 介紹獲得優秀作品賞的〈ライラック〉，並在大獎獲得後再次表演共兩次。                        |
| 第75回NHK紅白歌合戰                             | NHK綜合        | 2024年 | 12月31日 | 與〈青と夏〉進行組曲演出。                                                                |

## 來源
1. ↑  . Billboard JAPAN.   [2025-01-19] （日语）.
2. ↑  アニソン・アニメ音楽のポータルサイト, リスアニ！-. . リスアニ！ – アニソン・アニメ音楽のポータルサイト.   [2025-01-19] （日语）.
3. ↑  Inc, Natasha. . 音楽ナタリー.   [2025-01-19] （日语）.
4. ↑  . BIGLOBEニュース.   [2025-01-19] （日语）.
5. ↑  . Billboard JAPAN.   [2025-01-19] （日语）.
6. ↑  . Billboard JAPAN.   [2025-01-19] （日语）.
7. ↑  . Billboard JAPAN.   [2025-01-19] （日语）.
8. ↑  . Billboard JAPAN.   [2025-03-18] （日语）.
9. ↑  . モデルプレス - ライフスタイル・ファッションエンタメニュース. 2024-12-10  [2025-03-13] （日语）.
10. ↑  . モデルプレス - ライフスタイル・ファッションエンタメニュース. 2024-12-17  [2025-03-13] （日语）.
11. ↑  . www.vmaj.jp.   [2025-03-13] （英语）.
12. ↑  . 日本ゴールドディスク大賞.   [2025-03-13] （日语）.